# Halydaia mackerrasi
Halydaia mackerrasi là một loài ruồi trong họ Tachinidae.